# Cinnamomum brevifolium
Cinnamomum brevifolium är en lagerväxtart som beskrevs av Friedrich Anton Wilhelm Miquel. Cinnamomum brevifolium ingår i släktet Cinnamomum och familjen lagerväxter. Inga underarter finns listade i Catalogue of Life.